# Гасымов, Талят Мамедага оглы
Талят Мамедага оглы Гасымов (азерб. Tələt Məmmədağa oğlu Qasımov; 21 июня 1933, Баку — 28 июля 2013, там же) — певец-ханенде, Народный артист Азербайджана (2006).

## Биография
Родился 21 июня 1933 года в Баку, столице Азербайджанской ССР.
С детства проявлял интерес к музыке. Обучался мугаму у Зульфи Адигёзалова и Гаджибабы Гусейнова.
В юности начал свою творческую карьеру мерсияханом (исполнителем религиозных песнопений), позднее ханенде. В 1954—1993 годах солист объединения «Азконцерт», с 1994 года солист Азербайджанской государственной филармонии имени Магомаева. Репертуар отличался разнообразием, исполнял мугамы и теснифы с особым мастерством. В репертуаре важную роль играли дестгяхи «Раст», «Шур» и «Забул-Сегях». В 1975 и 1987 году выпущены пластинки фирмы «Мелодия» с песнями Касимова.
С успехом выступал на гастролях в Турции, Иране, Германии, России, Египте, Алжире, Тунисе и Марокко.

## Награды
- Заслуженный артист Азербайджана (1998)
- Президентский пенсионер (2002)
- Народный артист Азербайджана (2006)